# Campeonato de béisbol mayor de Panamá de 2020
El LXXVII Campeonato Nacional Copa Banco Nacional de Panamá, es la temporada 2020 del Béisbol Mayor en Panamá. Su inicio se retrasó debido a la pandemia de coronavirus en el país, fue pospuesto del mes de marzo hasta el mes de octubre. El partido inaugural se dio en el Estadio José Antonio Remón Cantera en la ciudad de Aguadulce, Coclé.

## Equipos participantes
Participaron un total de ocho (8) equipos de las doce (12) ligas provinciales inscritas en FEDEBEIS.
Los equipos oficialmente inscritos fueron: 
| Bocas del Toro | Herrera      |
| Coclé          | Los Santos   |
| Colón          | Panamá Metro |
| Chiriquí       | Panamá Oeste |

## Sedes
El torneo se desarrolló en los siguientes estadios:
|                                                                                        |                                                                         |
|                                                                                        |                                                                         |
| Estadio Roberto "Flaco Bala" Hernández Ciudad: Las Tablas, Los Santos Capacidad: 5.000 | Estadio José A. Remón Cantera Ciudad: Aguadulce, Coclé Capacidad: 6.300 |

## Serie Regular
Durante la temporada regular, cada equipo disputó un total de 13 encuentros: 2 juegos contra cada rival de su mismo grupo, ida y vuelta, y 1 juego contra los equipos del grupo contrario. Todos los encuentros de la última fecha de la fase regular se jugaron el 22 de octubre. Con 52 juegos, fue una temporada más corta a las anteriores.
Para conocer el calendario de la ronda regular click Aquí
     Clasificados a la Serie Semifinal.
     Eliminados en la Fase Regular.

### Tabla general
| Serie Regular  | JJ | JG | JP | PCT   | DIF |
| -------------- | -- | -- | -- | ----- | --- |
| Chiriquí       | 13 | 9  | 4  | 0.692 | -   |
| Bocas del Toro | 13 | 8  | 5  | 0.615 | 1   |
| Panamá Metro   | 13 | 8  | 5  | 0.615 | 1   |
| Coclé          | 13 | 8  | 5  | 0.615 | 1   |
| Herrera        | 13 | 7  | 6  | 0.538 | 2   |
| Los Santos     | 13 | 6  | 7  | 0.462 | 3   |
| Colón          | 13 | 4  | 9  | 0.308 | 5   |
| Panamá Oeste   | 13 | 2  | 11 | 0.154 | 7   |

     Clasificados a la Serie Semifinal.
     Eliminados en la Fase Regular.

## Fase Final
|  | Semifinales | Semifinales    | Semifinales |                |   | Final    | Final | Final |  |
|  |             |                |             |                |   |          |       |       |  |
|  |             |                |             |                |   |          |       |       |  |
|  | 1           | Chiriquí       | 4           |                |   |          |       |       |  |
|  | 1           | Chiriquí       | 4           |                |   |          |       |       |  |
|  | 4           | Coclé          | 0           |                |   |          |       |       |  |
|  | 4           | Coclé          | 0           |                | 1 | Chiriquí | 4     |       |  |
|  |             |                |             |                | 1 | Chiriquí | 4     |       |  |
|  |             |                | 2           | Bocas del Toro | 2 |          |       |       |  |
|  | 2           | Bocas del Toro | 2           | Bocas del Toro | 2 | 4        |       |       |  |
|  | 2           | Bocas del Toro |             |                |   | 4        |       |       |  |
|  | 3           | Panamá Metro   | 1           |                |   |          |       |       |  |
|  | 3           | Panamá Metro   | 1           |                |   |          |       |       |  |
|  |             |                |             |                |   |          |       |       |  |